# Princeton Heights
 (août 2018).
Si vous disposez d'ouvrages ou d'articles de référence ou si vous connaissez des sites web de qualité traitant du thème abordé ici, merci de compléter l'article en donnant les références utiles à sa vérifiabilité et en les liant à la section « Notes et références ».
Princeton Heights est un quartier de Saint-Louis, dans le Missouri. Les frontières du quartier sont définies par Hampton Boulevard à l'ouest, Eichelberger au nord, Christy Boulevard à l'est et Gravois au sud.

## Démographie
En 2010, la population de Princeton Heights s'élevait à 7619. Sa population était 91,8 % blanche, 4,5 % noire, 0,2 % amérindienne, 1,1 % asiatique, 3,4 % d'origine hispanique ou latino-américaine et 2,4 % d'autres origines.
La zone de Princeton Heights est représentée par le Conseil des Échevins de la Ville de Saint-Louis.

## Histoire
Princeton Heights est un ancien quartier résidentiel de South St. Louis. Le nom de « Princeton » est venu de l'ancien actes du quartier nommé Princeton Place Subdivision ou Addition  et Princeton Place Addition a obtenu son nom de la Crèmerie Princeton sur Kingshighway Boulevard, juste au nord de Gravois Avenue. Sa bordure externe à l'ouest est plutôt étroitement parallèle aux travaux de drainage de la Rivière Des Pères, dont la vallée crée une baisse générale de la pente à l'ouest sur la plus grande partie de la région. Dans les débuts qu quartier, Princeton Heights a été drainé par de petits ruisseaux, l'un étant Glaise Creek qui se jetait dans la Rivière des Pères près de l'emplacement actuel au sud de Loughborough Avenue, où la Rivière des Pères se jette. D'ailleurs, la topographie est caractéristique de l'endroit, avec une haute crête traversant la partie est de Kingshighway.
La région a longtemps été traversée des personnes allant ou venant du centre-ville de Saint-Louis. Gravois Avenue a commencé comme une route commerciale de transport autour de 1804, pour devenir la petite ville de Fenton de nos jours. En 1839, un acte de la législature de l'État fait de Gravois un état routier et durant les années 1840, elle était pavée avec un revêtement de surface. En 1914, Gravois Road est devenue la première autoroute en béton dans le Missouri, où 9,65 kilomètres ont été construits à partir de la zone du centre-ville à Grants's Farm. Gravois Road est devenu connue comme Missouri State Highway 30, en 1922.
Au cours de la fin du XIXe siècle, une grande partie de la région de Princeton Heights étaient des terres agricoles, et la région était connue sous le nom de « Gardenville ». Dans les années 1920, la plupart des terres agricoles laissèrent place aux habitations et des subdivisions émergèrent au cours du début de l'étalement urbain de Saint-Louis. L'appellation de Gardenville provient d'un nom de rue, d'un nom de l'école, et la Gardenville Masonic Lodge à Affton.

## Architecture
Princeton Heights est un mélange de bâtiments résidentiels et commerciaux avec une activité industrielle mineure. Les résidences comprennent maisons individuelles, des immeubles d'habitation et des appartements. Comme les quartiers les plus proches, St. Louis Hills, Holly Hills, et Southampton, la plupart des logements ont une architecture et une maçonnerie sophistiquée, s'inspirant du mouvement Arts and Crafts des années 1920 et 1930. Les styles architecturaux varient parmi les rues et les pâtés de maisons, bien que la plupart des maisons unifamiliales pourraient être classées comme des bungalows, des maisons de contes, des variations de l'Américain Foursquare de style d'Artisan américain.